# Fio têxtil
Na indústria têxtil, fio é um comprimento longo e contínuo de fibras entrelaçadas, adequado para uso na produção de tecido, para costura, confecção de crochê, tricô, tecelagem, bordado ou fabricação de cordas.
Linha é o produto de fio, para costura a mão ou a máquina. As linhas de costura modernas podem ser acabadas com cera ou outros lubrificantes para suportar as tensões envolvidas na costura.

## Tipos de fios

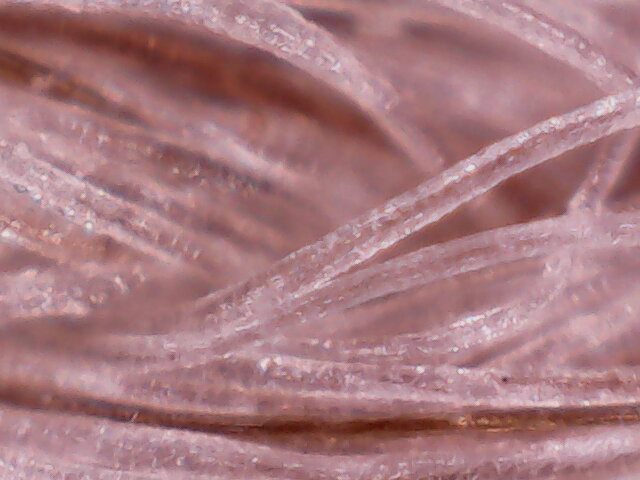
Aspecto da lã no microscópio

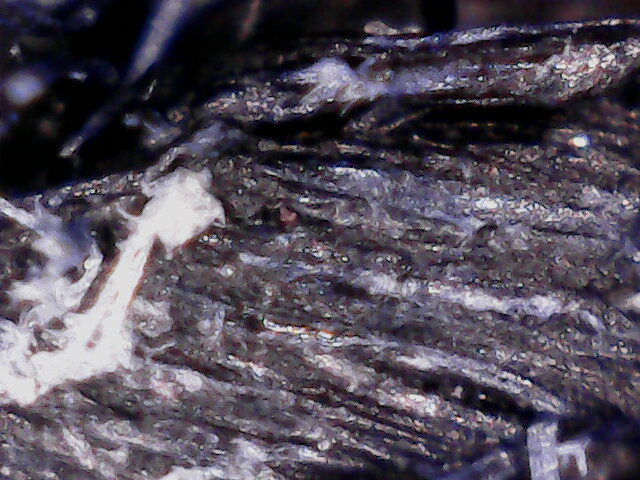
Aspecto do jeans no microscópio

Os fios podem ser divididos em quatro grupos prinicpais:
Fio penteado
Recebe esse nome por causa do processo que penteia seus filamentos, eliminando diversas impurezas deixando-o com aspecto mais brilhante. O fio passa por um equipamento chamado penteadeira, que possui a função de retirar as fibras mais curtas antes de ser tecido o fio.
Fio cardado
O fio cardado tem os fios mais grossos que o penteado, por não ser penteado, possui fibras curtas que gera irregularidades do fio (neps) ee formação de bolinhas no tecido (pilling).
Fio fantasia
É um fio diferenciado para efeito decorativo maior, pode ser botonê, marcado por múltiplas e pequenas bolinhas inseridas ao fio e geralmente de cores colocadas distintas da cor do fio; bouclê, com reduzidas alças e anéis a intervalos regulares mais ou menos curtos; esses efeitos podem figurar pequenas felpas; flamê com trechos não cilíndricos e torção irregular, expondo áreas mais ou menos torcidas que as demais; o mercerizado são retorcidos e obtém aspecto brilhante, sedoso e liso.
Fio tinto
É o fio que já foio tingido antes de ser tecido, isso possibilita criar tecidos com padrões a partir da variedade de fios coloridos.